# 尼基·巴恩斯
勒罗伊·尼古拉斯·"尼基"·巴恩斯（1933年10月15日—2012年），美国前犯罪集团首脑，活跃于1970年代的纽约市。
1972年巴恩斯组建了名为“理事会”的有组织犯罪辛迪加，成员为七个非裔美国人。该组织曾一度控制了哈林区海洛因交易的相当大的一部分。 通过与黑手党结盟，他将“理事会”发展为一个跨国毒品走私集团。1978年巴恩斯被捕并判处终身监禁，而后选择成为污点证人。其指证直接导致了“理事会”在1983年土崩瓦解。
2007年，巴恩斯与汤姆·福尔松合著的自传《不可接触先生》出版，同时发行了同名DVD纪录片。

## 早年生活和职业生涯
勒罗伊·尼古拉斯·巴恩斯1933年10月15日出生于纽约市哈林区的一个非裔美国人家庭。幼年时期他曾是个好学生，但是由于其父酗酒成性并动辄毒打家人，巴恩斯很早就离家出走并开始以贩毒为生，自己也在二十多岁时开始吸食海洛因成瘾。1965年巴恩斯因低端贩毒入狱，在狱中他戒除了毒瘾，并认识了科隆波犯罪家族成员“疯子”乔·加洛和卢凯泽犯罪家族的海洛因贩子马修·麦当纳。 加洛希望在哈林区的海洛因交易中分一杯羹但是苦于在这个黑人区中缺乏人脉，据信加洛因此找到了巴恩斯并传授给他一整套毒品走私的运营知识，要他在哈林拉起一支队伍来， 更在出狱后为巴恩斯提供了一位律师，运用其技术手段推翻了后者的判决。 返回纽约后巴恩斯如约召集了人手并开始切割和包装海洛因。

## “理事会”
为了与哈林区的其他黑人大佬更有效地协调关系，1972年巴恩斯组织成立了“理事会”，成员包括巴恩斯自己，“爵士”约瑟夫·海登，华莱士·莱斯，托马斯·弗曼，易司马仪·穆罕默德，弗兰克·詹姆斯和盖伊·费舍尔。理事会仿效意大利黑手党委员会，是大佬间解决纠纷和分工合作的沟通机构。
截至1976年，巴恩斯的业务已经遍及纽约州并扩展到宾夕法尼亚和加拿大。根据缉毒局的文献，当时巴恩斯手下有七个大头目，每一个大头目控制着十二个毒品分销商，每一个分销商为40个以上的街头毒贩供货。
巴恩斯用贩毒的利润购买了大量名车，为了掩人耳目还成立了许多车行并把这些名车的所有权归于其下，使得看起来他的车只是租来的。缉毒局最终看穿了他的把戏并将所有车没收，包括一辆宾利，一辆雪铁龙SM，一辆玛莎拉蒂，一辆梅赛德斯奔驰，一辆黄色沃尔沃，几辆凯迪拉克，林肯大陆和福特雷鸟。在其巅峰时刻巴恩斯的净资产高达50,000,000美元以上。纽约时报曾撰文，认为巴恩斯购置了数百身定制服装，意大利皮鞋，外套和珠宝，单单这些的估价就超过了7,000,000美元。 彼时巴恩斯俨然哈林区毒品交易龙头，并且数次逃脱指控，为自己赢得了“不可接触先生”的绰号。据说巴恩斯在受到监视时经常故意停车或者突然加速以向跟踪他的执法人员挑衅。

## 逮捕和定罪
1977年6月5日的《纽约时报杂志》以巴恩斯为封面人物并刊载了题为《不可接触先生》的文章。事前纽约时报方面曾通知巴恩斯希望为他特地拍一张照片作为封面，否则他们将使用巴恩斯的入监照为封面。巴恩斯因为不喜欢自己的入监照而欣然同意。 结果他的这张得意洋洋的照片激怒了时任美国总统吉米·卡特。后者命令司法部长格里芬·贝尔在法律框架范围内以最严重的罪行起诉巴恩斯。 1978年1月19日司法部胜诉了，巴恩斯因毒品相关犯罪被判处终身监禁，不得假释。该案的首席检察官为时任纽约州南区检察官罗伯特·毕晓普·费斯克。

### 入狱期间
巴恩斯声称在其入狱期间他的资产无人管理，“理事会”也不再为其支付律师费；同时他发现理事会成员之一盖伊·费舍尔甚至勾搭了自己的情妇。 理事会曾明文规定任一成员不得与其他成员的妻子或情妇有染，因此巴恩斯被激怒了，转而成为联邦证人。他列出了包括5个理事会成员和自己的妻子在内的一份109人名单，指证他们全部涉及海洛因贩卖。由于其指证，44个嫌疑人受到指控，其中的16个被被判有罪。 他同时自认涉及8起谋杀案。在服刑期间，巴恩斯获得了联邦服刑人员诗歌比赛优胜奖以及一个大学荣誉学位，他还曾教狱友英语。

## 释放及以后
由于巴恩斯和政府方面的合作，时任纽约市市长鲁迪·朱利安尼撤销了其终身监禁的判决，改判35年监禁。巴恩斯继续在奥蒂斯维尔的联邦监狱服刑，并受到证人保护机构的庇护。通过在狱中工作，他被减刑两个月，最终于1998年8月获释。监狱方面表示：
“他一直在工作...在厨房和餐厅分拣可回收垃圾。他什么都干，像着了魔一样。”
2007年巴恩斯和其前竞争对手弗兰克·卢卡斯一同接受了《纽约》杂志记者马克·雅各布森的采访。此前这两个老对头已经三十年没说过话了。
目前巴恩斯已经是耄耋老人，受到联邦证人保护项目的保护。2007年他出版了回忆录《不可接触先生：我的罪与罚》，并在同名纪录片中出镜。 2008年1月31日，霍华德·斯特恩在其主持的天狼星卫星广播节目中采访了巴恩斯。
1995年的电影《死去的总统》中提到了巴恩斯，故事背景设在1973年。

## 相关艺术作品
- 2005年迈克尔·博格曼执导的电影《情枭的黎明前传：发迹》中吹牛老爹饰演了巴恩斯，主演杰·赫尔南德斯。
- 2007年雷利·史考特执导的电影《美国黑帮》中小库珀·古丁饰演了巴恩斯，主演丹泽尔·华盛顿[10]。

## 相关链接
- 盖伊·费舍尔
- “瘤子”埃尔斯沃斯·雷蒙德·约翰逊
- 弗兰克·卢卡斯(毒贩)
- 弗兰克·马修斯(毒贩)
- 理事会(犯罪组织)